# Günther Jikeli
Günther Jikeli (auch Günther Jikeli Jr.; * 1973 in Köln) ist ein in den USA lebender deutscher Historiker und Antisemitismusforscher. 

## Leben
Günther Jikeli junior studierte zunächst Umweltwissenschaften an der Technischen Universität Berlin und erwarb 2002 ein Diplom in Technischem Umweltschutz. Zusätzlich studierte er Soziologie (Diplom). 2011 wurde er in Neuerer Geschichte als Stipendiat der Hans-Böckler-Stiftung bei Wolfgang Benz am Zentrum für Antisemitismusforschung (ZfA) der TU Berlin mit der Dissertation Antisemitische Argumentationsmuster unter Jugendlichen mit muslimischem Hintergrund in Europa zum Dr. phil. promoviert.
Er ist Mitbegründer und Vorstandsmitglied des International Institute for Education and Research on Antisemitism (IIBSA) in London und Berlin und initiierte die Kreuzberger Initiative gegen Antisemitismus. Von 2011 bis 2012 war er Berater zur Bekämpfung von Antisemitismus des Büros für Demokratische Institutionen und Menschenrechte (BDIMR) der OSZE. Jikeli ist seit 2011 International Fellow der Groupe Sociétés, Religions, Laïcités (GSRL) des Centre national de la recherche scientifique in Paris. Von 2012 bis 2013 war er Post-Doc am Kantor Center for the Study of Contemporary European Jewry an der Universität Tel Aviv. Im Sommer 2013 wurde er Permanent Fellow am Moses Mendelssohn Zentrum für europäisch-jüdische Studien (MMZ) in Potsdam. 2014 war er Visiting Scholar an der Indiana University Bloomington in den USA.
Er veröffentlichte u. a. in transversal. Zeitschrift für Jüdische Studien, Lernen aus der Geschichte, Journal for the Study of Antisemitism und Jahrbuch für Antisemitismusforschung sowie im Handbuch des Antisemitismus. Außerdem war er von 2009 bis 2010 Mitglied im Editorial Board des peer-reviewed Journal for the Study of Antisemitism.

## Rezeption
In der Frankfurter Allgemeinen Zeitung (FAZ) rezensierte Uwe Neumärker, Direktor der Stiftung Denkmal für die ermordeten Juden Europas, das im Klartext Verlag erschienene Buch Antisemitismus und Diskriminierungswahrnehmungen junger Muslime in Europa (2012): „Bei einer Verschlankung und Pointierung des Textes wären die Kernaussagen noch deutlicher geworden. Dennoch belegt die Studie im Rahmen ihrer Möglichkeiten antijüdische Tendenzen in Teilen der westeuropäischen Gesellschaft, zu der Muslime dazu zählen, nachdem sie da sind, die in ihrer Vehemenz bis zur Gewaltbereitschaft und zugleich Abschottung alarmieren sollten.“
Die Journalistin Ramona Ambs kommentierte den im Campus-Verlag herausgegebenen Sammelband Umstrittene Geschichte (2013) auf haGalil: „Die Zusammenstellung des Buches ist überaus gelungen und gibt einen Einblick in die inner- und außereuropäische Rezeption von Muslimen auf den Holocaust. Dass dabei differenziert wird und auch Lösungsansätze diskutiert werden, machen diesen Band umso wertvoller für den politischen Diskurs. Außerdem finden sich immer wieder kleine, unerwartete Geschichten, die der Theorie die Farbe geben, die ein wissenschaftliches Werk benötigt, um nachhaltig wirken zu können.“ Eine weitere überwiegend positive Rezension des Buches erfolgte im Bulletin des Fritz Bauer Instituts zur Geschichte und Wirkung des Holocaust.

## Schriften (Auswahl)

### Monografien und Herausgeberschaften
- mit Olaf Glöckner: Antisemitismus in Deutschland nach dem 7. Oktober 2023. Georg Olms Verlag, Baden-Baden 2025, ISBN 978-3-487-16727-5.
- European Muslim Antisemitism. Why Young Urban Males Say They Don't Like Jews (= Studies in Antisemitism). Indiana University Press, Bloomington 2015, ISBN 978-0-253-01518-1. (IUP)
- mit Kim Robin Stoller und Hanne Thoma: Proceedings. Strategies and Effective Practices for Fighting Antisemitism Among People with a Muslim or Arab Background in Europe. International Institute for Education and Research on Antisemitism, Berlin u. a. 2007. (PDF)
- Antisemitismus und Diskriminierungswahrnehmungen junger Muslime in Europa. Ergebnisse einer Studie unter jungen muslimischen Männern (= Antisemitismus: Geschichte und Strukturen. Band 7). Klartext, Essen 2012, ISBN 978-3-8375-0165-0. (PDF)
- Hrsg. mit Kim Robin Stoller und Joëlle Allouche-Benayoun: Umstrittene Geschichte. Ansichten zum Holocaust unter Muslimen im internationalen Vergleich. Campus Verlag, Frankfurt am Main 2013, ISBN 978-3-593-39855-6. (en: Perceptions of the Holocaust in Europe and Muslim Communities. Sources, Comparisons and Educational Challenges)
- Hrsg.: Raketen und Zwangsarbeit in Peenemünde. Die Verantwortung der Erinnerung. Friedrich-Ebert-Stiftung, Schwerin 2014, ISBN 978-3-86498-750-2. (PDF)

### Beiträge in Sammelbänden
- Pädagogik gegen Antisemitismus in der heutigen Zuwanderergesellschaft. In: Ursula Koch-Laugwitz, Michael Rump-Räuber (Hrsg.): Standpunkte. Band: Demokratie stärken. Pädagogische Strategien zur Auseinandersetzung mit dem Antisemitismus. Dokumentation einer Fortbildungsreihe. Friedrich-Ebert-Stiftung, Berlin 2005, ISBN 3-89892-388-6, S. 17–25.
- The Kreuzberg Initiative against Antisemitism among Youth from Muslim and Non-Muslim Backgrounds in Berlin. In: Michael Fineberg, Shimon Samuels, Mark Weitzman (Hrsg.): Antisemitism. The Generic Hatred. Essays in Memory of Simon Wiesenthal. Mitchell, London 2007, ISBN 978-0-85303-746-0, S. 198–211.
- Pädagogische Arbeit gegen Antisemitismus mit Jugendlichen mit arabischem/muslimischem Familienhintergrund. In: Wolfgang Benz, Juliane Wetzel (Hrsg.): Antisemitismus und radikaler Islamismus. Klartext, Essen 2007, ISBN 978-3-89861-714-7, S. 201–214.
- mit Sina Arnold: Judenhass und Gruppendruck. Zwölf Gespräche mit jungen Berlinern palästinensischen und libanesischen Hintergrunds. In: Wolfgang Benz (Hrsg.): Jahrbuch für Antisemitismusforschung. 17, Berlin 2008, S. 105–130.
- Anti-Semitism Among Young Muslims in Europe. In: Věra Tydlitátová, Alena Hanzova (Hrsg.): Reflections on Anti-Semitism. Anti-Semitism in historical and anthropological perspectives. The Centre of Middle Eastern Studies (Západočeská univerzita v Plzni), Pilsen 2009, S. 65–69.
- „Jude“ als Schimpfwort im Deutschen und Französischen. Eine Fallstudie unter jungen männlichen Berliner und Pariser Muslimen. In: Wolfgang Benz (Hrsg.): Jahrbuch für Antisemitismusforschung. 18, Berlin 2009, S. 43–66.
- ODIHR/OSZE. In: Wolfgang Benz (Hrsg.): Handbuch des Antisemitismus. Judenfeindschaft in Geschichte und Gegenwart. Band 5: Organisationen. de Gruyter Saur, Berlin u. a. 2012, ISBN 978-3-598-24078-2, S. 467–468.
- Discrimination of European Muslims. Self-Perceptions, Experiences and Discourses of Victimhood. In: Dan Soen, Mally Shechory, Sarah Ben-David (Hrsg.): Minority Groups. Coercion, Discrimination, Exclusion, Deviance and the Quest for Equality. Nova Science Publishers, Hauppauge 2012, ISBN 978-1-62100-898-9, S. 77–96.
- Antisemitism Among European Muslims. In: Alvin H. Rosenfeld: Resurgent Antisemitism Global Perspectives. Indiana University Press, Indianapolis 2013, ISBN 978-0-253-00878-7, S. 267–307.

## Auszeichnungen
- 2013: Raoul Wallenberg Award Prize in Human Rights and Holocaust Studies[10] (verliehen an der Universität Tel Aviv)